# Я пам'ятаю тебе, вчителю
«Я пам'ятаю тебе, вчителю» (азерб. «Bizim Cəbiş müəllim») — радянський художній фільм азербайджанського режисера Гасана Сеїдбейлі, знятий в 1969 році на кіностудії «Азербайджанфільм». Основою для сценарію кінофільму стала розповідь Максуда Ібрагімбекова «1001-а ніч війни».

## Сюжет
Фільм оповідає про долю бакинського шкільного вчителя в роки Великої Вітчизняної війни. Це перший фільм режисера Гасана Сеїдбейлі, який він знімав не за своїм сценарієм.

## У ролях
- Сулейман Алескеров — Джабіш (дублював Артем Карапетян)
- Шафіга Мамедова — дружина Джабіша (дублювала Інна Виходцева)
- Мухтар Манієв — Наджафов (дублював Владислав Ковальков)
- Сафура Ібрагімова — дружина Наджафова (дублювала Юлія Бугайова)
- Зія Сеїдбейлі — Намік, син Наджафова (дублював Валерій Зубарєв)
- Насіба Зейналова — тітка Сугра (дублювала Віра Єнютіна)
- Алиага Агаев — Абульфаз (дублював Іван Рижов)
- Агіль Агаджанов — Македон (дублював Борис Тираспольський)
- Мамедрза Шейхзаманов — листоноша
- Світлана Моршиніна — Таня (дублювала Наталія Ричагова)
- Джахангір Новрузов — Расулов (дублював Герман Качин)
- Фазіль Салаєв — Міккі (дублював Чеслав Сушкевич)
- Зія Сеідбейлі — Намік (дублював Валерій Зубарєв)
- Мехді Сеїдбейлі — Намік
- Алігейдар Гасанзаде — епізод
- Сусанна Меджидова — епізод
- Каміль Кубашов — епізод
- Ніна Сарнацька — епізод
- Мехрібан Сеїдбейлі — Шафіг (дублювала Марія Виноградова)
- Багадур Алієв — спекулянт

## Знімальна група
- Режисер — Гасан Сеїдбейлі
- Сценарист — Максуд Ібрагімбеков
- Оператор — Аріф Наріманбеков
- Композитор — Емін Махмудов
- Художник — Мамед Гусейнов